# Шорт-трек на зимових Олімпійських іграх 2018 — естафета (жінки)
Змагання з шорт-треку в естафеті серед жінок на зимових Олімпійських іграх 2018 відбулися 10 та 17 лютого на льодовій арені «Каннин» (Каннин, Південна Корея).

## Результати

### Півфінали
Півфінали відбулись 10 лютого.
| Місце | Півфінали | Країна                       | Спортсменки                                                                            | Час      | Нотатки |
| ----- | --------- | ---------------------------- | -------------------------------------------------------------------------------------- | -------- | ------- |
| 1     | 1         | Південна Корея               | Шим Сук Хі Чхве Мін Джон Кім Є Джін Лі Ю Бін                                           | 4:06.387 | QA      |
| 2     | 1         | Канада                       | Маріан Сен-Желе Кім Бутен Джеймі Макдональд Касандра Брадетт                           | 4:07.627 | QA      |
| 3     | 1         | Угорщина                     | Петра Ясапаті Андреа Кеслер Шара Бачкай Берандетт Хейдум                               | 4:09.555 | QB      |
| 4     | 1         | Спортсмени-олімпійці з Росії | Софія Просвірнова Катерина Константінова Катерина Єфременкова Малагич Еміна Анісімівна | 4:21.973 | QB      |
| 1     | 2         | Китай                        | Фань Кесінь Хань Ютон Цюй Чуньюй Чжоу Ян                                               | 4:05.315 | QA, OR  |
| 2     | 2         | Італія                       | Аріанна Фонтана Лючія Перетті Сесілія Маффеї Мартіна Вальчепіна                        | 4:05.918 | QA      |
| 3     | 2         | Нідерланди                   | Сюзанне Схултінг Яра ван Керкхоф Лара ван Рюйвен Йорін тер Морс                        | 4:05.977 | QB      |
| 4     | 2         | Японія                       | Хітомі Сайто Суміре Кікуті Аюко Іто Юкі Кікуті                                         | 4:12.664 | QB      |

### Фінали

#### Фінал B (класифікаційний)
| Місце | Країна                       | Спортсменки                                                                            | Час      | Нотатки |
| ----- | ---------------------------- | -------------------------------------------------------------------------------------- | -------- | ------- |
| 3     | Нідерланди                   | Сюзанне Схултінг Яра ван Керкхоф Лара ван Рюйвен Йорін тер Морс                        | 4:03.471 | WR      |
| 4     | Угорщина                     | Петра Ясапаті Андреа Кеслер Шара Бачкай Софія Конья                                    | 4:03.603 |         |
| 5     | Спортсмени-олімпійці з Росії | Софія Просвірнова Катерина Константінова Катерина Єфременкова Малагич Еміна Анісімівна | 4:08.838 |         |
| 6     | Японія                       | Хітомі Сайто Суміре Кікуті Сіоне Камінаґа Юкі Кікуті                                   | 4:13.072 |         |

#### Фінал A (медальний)
| Місце | Країна         | Спортсменки                                                     | Час        | Нотатки |
| ----- | -------------- | --------------------------------------------------------------- | ---------- | ------- |
| 1     | Південна Корея | Шим Сук Хі Чхве Мін Джон Кім Є Джін Кім А Ран                   | 4:07.361   |         |
| 2     | Італія         | Аріанна Фонтана Лючія Перетті Сесілія Маффеї Мартіна Вальчепіна | 4:15.901   |         |
| –     | Китай          | Фань Кесінь Лі Цзіньюй Цюй Чуньюй Чжоу Ян                       | 9:59.999 ! | PEN     |
| –     | Канада         | Маріан Сен-Желе Кім Бутен Валері Мальте Касандра Брадетт        | 9:59.999 ! | PEN     |